# Saleboda
Saleboda is een plaats in de gemeente Karlskrona in het landschap Blekinge en de provincie Blekinge län in Zweden. De plaats heeft 120 inwoners (2005) en een oppervlakte van 23 hectare.